# احتجاجات الجامعات اليابانية بين عامي 1968-1969

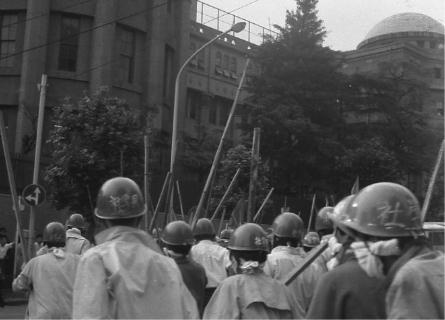
مشهد من الاحتجاج الطلَّابي

في عامي 1968 و1969، أجبرت احتجاجات الطلاب في العديد من الجامعات اليابانية على إغلاق الحرم الجامعي في أنحاء البلاد. كانت الاحتجاجات، المعروفة باسم مشكلات أو نضالات الجامعة، جزءًا من مجموعة الاحتجاجات العالمية في عام 1968 ومجموعة الاحتجاجات اليابانية أواخر ستينيات القرن العشرين، بما فيها احتجاجات أنبو في عام 1970 والنضال ضد بناء مطار ناريتا. تظاهر الطلاب في البداية ضد المشاكل العملية في الجامعة وشكلوا في النهاية الزينكيوتو في منتصف عام 1968 لينظموا أنفسهم. سمح قانون الإجراءات المؤقتة المتعلق بإدارة الجامعة بتشتيت المتظاهرين في عام 1969.
نظمت المظاهرات للاحتجاج على التدريب الداخلي غير المدفوع في كلية الطب بجامعة طوكيو. بناء على سنوات من التنظيم والاحتجاج الطلابي، بدأت منظمة الطلاب في نيو ليفت باحتلال المباني المحيطة بالحرم الجامعي. كان حرم جامعة نيهون هو الحرم الجامعي الرئيسي الآخر الذي اندلعت منه الاحتجاجات. بدأوا باستياء الطلاب من الفساد المزعوم في مجلس مدراء الجامعة. في نيهون، كانت الاحتجاجات مدفوعة بشكل أقل بالإيديولوجيا وأكثر منها بالبراغماتية بسبب الطبيعة المحافظة والتقليدية للجامعة. انتقلت الحركة إلى الجامعات اليابانية الأخرى، وتصاعدت إلى أعمال عنف في كل من الحرم الجامعي والشوارع. في أواخر عام 1968، وفي أوج الحركة، دخل آلاف الطلاب محطة شينجوكو وقاموا بأعمال شغب. كان الاقتتال الطائفي بين الفصائل متفشيًا بين هؤلاء الطلاب. في يناير عام 1969، حاصرت الشرطة جامعة طوكيو وأنهت الاحتجاجات هناك مما أشعل حماس الطلاب في الجامعات الأخرى، حيث استمرت الاحتجاجات. من ناحية ثانية، ومع تراجع الرأي العام للطلاب، وزيادة الشرطة لجهودها لإيقاف الاحتجاجات، تضاءلت حركة الطلاب. تعطي الفقرة من قانون الإجراءات المؤقتة المتعلقة بإدارة الجامعة الشرطة الأساس القانوني لتطبيق المزيد من القوة عند تشتيت الجزء الأكبر من الحركة، على الرغم من أن الجماعات المنشقة من مجموعات نيو ليفت، كالجيش الأحمر الموحد، واصلت أعمال العنف حتى سبعينيات القرن العشرين.
كان الملهم الإيديولوجي للطلاب هو أعمال المنظرين الماركسيين مثل كارل ماركس وليون تروتسكي، والفلاسفة الوجوديين الفرنسيين مثل جان بول سارتر وألبير كامو، والفلسفة المحلية للشاعر والناقد الياباني تاكاكي يوشيموتو. كان تفسير يوشيموتو «للاستقلالية» (جيريتسوسي) و«الذاتية» (وشوتايسي) مستندًا على انتقاده للتفسيرات الليبرالية التقدمية لأفكار مفكرين يابانيين مثل ماساو ماروياما، الذي أنكره واعتبره منافقًا. كان ولاء الطلاب للشوتايسي بشكل خاص هو ما أدى في النهاية إلى تفكك حركتهم، لأنهم ركزوا بشكل متزايد على «إنكار الذات» (جيكو هيتاي) و«النقد الذاتي» (وهانسي).
ساعدت اضطرابات الجامعة في ظهور حركة ميتسو تاناكا لتحرير المرأة. في حين أن معظم الأمور استقرت بحلول سبعينيات القرن العشرين والعديد من الطلاب عادوا واندمجوا بالمجتمع الياباني، وجدت الاحتجاجات طريقها إلى الميدان الثقافي، وألهمت كتابًا مثل هاروكي موراكامي وريو موراكامي. دفعت مطالب الطلاب السياسية إلى جعل إصلاح التعليم يتصدر جدول أعمال الحكومة اليابانية، التي حاولت معالجته من خلال منظمات مثل المجلس المركزي للتعليم. كانت الاحتجاجات مادة لوسائل الإعلام الشعبية الحديثة، مثل فيلم الجيش الأحمر الموحد للمخرج كوجي واكاماتسو لعام 2007.